# Fontaine-Raoul
Fontaine-Raoul – miejscowość i gmina we Francji, w Regionie Centralnym, w departamencie Loir-et-Cher.
Według danych na rok 1990 gminę zamieszkiwało 178 osób, a gęstość zaludnienia wynosiła 8 osób/km² (wśród 1842 gmin Centre, Fontaine-Raoul plasuje się na 961. miejscu pod względem liczby ludności, natomiast pod względem powierzchni na miejscu 585.).